# Antonio Tausiet
Antonio Tausiet Carlés (Zaragoza, 26 de agosto de 1967 - ) es un escritor y cineasta contracultural español.

## Biografía
Hermano de la historiadora María Tausiet, ha publicado artículos (El País, Qriterio Aragonés, La Calle...), y realizado audiovisuales, cortometrajes, programas de radio y televisión y blogs (El blog de Tausiet y Ni bien ni mal, entre otros); animador y dinamizador cultural de la vida zaragozana, también ha dictado diversas conferencias sobre cine y cómic y ha escrito los libros de relatos Tienda de ambigüedades e Impublicable; suyo es también un desmitificador diccionario de mitología clásica. Perteneció al Equipo Koniec y dirigió la revista de cine La inCineradora de 1999 a 2008; de 2013 a 2016 fue vicepresidente de la Academia del Cine Aragonés. Ha trabajado en diversas funciones dentro del mundo del cine y del audiovisual: como director, actor, productor, guionista...

## Obras (incompleto)

### Literatura
- Me importa un Mito: diccionario Tausiet de los Mitos Clásicos (1995).
- Los discursos del fallecido profesor inexistente Melguencio Melchavas, cuando la libertad de expresión no estaba reñida con el uso de la razón (1999).
- Tienda de Ambigüedades (2000).
- Con Miguel Lizana, El Tubo. Memoria de un abandono (2007).
- Impublicable (2013).
- Con José Ángel Delgado y Camino Ivars González, El mundo del rodaje (2014).
- Con José María Ballestín, Memoria visual de Zaragoza. Los grises años 50 (2018).
- Con José María Ballestín, Memoria visual de Zaragoza. Los prodigiosos años 60 (2019).
- Con José María Ballestín, Memoria visual de Zaragoza. Los convulsos años 70 (2019).
- Con José María Ballestín, Memoria visual de Zaragoza. Los flamantes años 80 (2019).
- Con José María Ballestín, Memoria visual de Zaragoza. Los sombríos años 40 (2020).
- Con José María Ballestín, Memoria visual de Zaragoza. Los cruciales años 30 (2020).
- Con José María Ballestín, Memoria visual de Zaragoza. Los pródigos años 90 (2020).
- Con Ana Asión Suñer, Fermín Galán. La película de la sublevación de Jaca (2021).
- Con José María Ballestín, Memoria visual de Zaragoza. Industria y comercio en el siglo XX (2021).
- Con José María Ballestín, Memoria visual de Zaragoza. Los inquietos años 20 (2021).
- Las partículas y el cosmos (2022).
- El Bosco, troceado. Comentarios libres sobre El jardín de las delicias (2022).
- Con José María Ballestín, Memoria visual de Zaragoza. Los agitados años 10 (2024).
- Con José María Ballestín, Memoria visual de Zaragoza. Los emergentes años 1900 (2024).

### Cine
- El Hombre Bobo y el Extraterrestre (1997), cortometraje.
- El Harmario del Siglo (2000), cortometraje, primer premio en el Festival de Poleñino (Huesca), y premio al Mejor Montaje Aragonés en el Festival de Cine de Zaragoza.
- Stari Poznanici (2000), premio al mejor guion en el Festival de Cine de Zaragoza de 2001.
- Con Vicky Calavia, Travesía. Los autores (2003), documental.
- Con Tasio Peña y Luis Antonio Alarcón, Juguetes animados del cine (2004), cortometraje documental.
- Compresas y tabaco (1997), documental.
- Con el Equipo Koniec, Koniec? (2007), cortometraje.
- Con José María Ballestín, El superhéroe del triquitruco (2010), cortometraje.
- Con José María Ballestín, Cadaverina, (2010) cortometraje.
- Con José María Ballestín, Trilogía Sacra (El arpa de Moisés, Paralipómenos y La casa universal del pan de Dios), (2010) cortometrajes.
- Con José María Ballestín, Gadafi mariachi (2011), cortometraje.
- Con José Ángel Delgado, Narciso y los Tejedores, (2011), cortometraje de animación.
- Con José María Ballestín, Ruido (2012), primer premio del concurso de vídeo sobre el impacto de la aviación en Zaragoza.
- Con José María Ballestín, Aniversario 40. Asociación de Vecinos del Barrio de San José (1973-2013), (2013) documental.
- Con José María Ballestín, Las líneas perdidas. Trayectos ferroviarios abandonados en la ciudad de Zaragoza, (2014) documental.
- Zaragoza vil (2019), documental.